# Karel Hvížďala
Karel Hvížďala (* 16. srpna 1941 Praha) je český novinář, dramatik a spisovatel.

## Životopis
V Praze vyrůstal, maturoval a studoval Strojní fakultu ČVUT (1963). Později studoval politické vědy v Moskvě (1967–1968) a němčinu a německou literaturu v SRN (1978–1979).
V letech 1966–1970 pracoval jako redaktor v časopisu Mladý svět, v období po začátku tzv. normalizace 1971–1974 byl redaktorem v nakladatelství Albatros. Založil a řídil edici Objektiv.

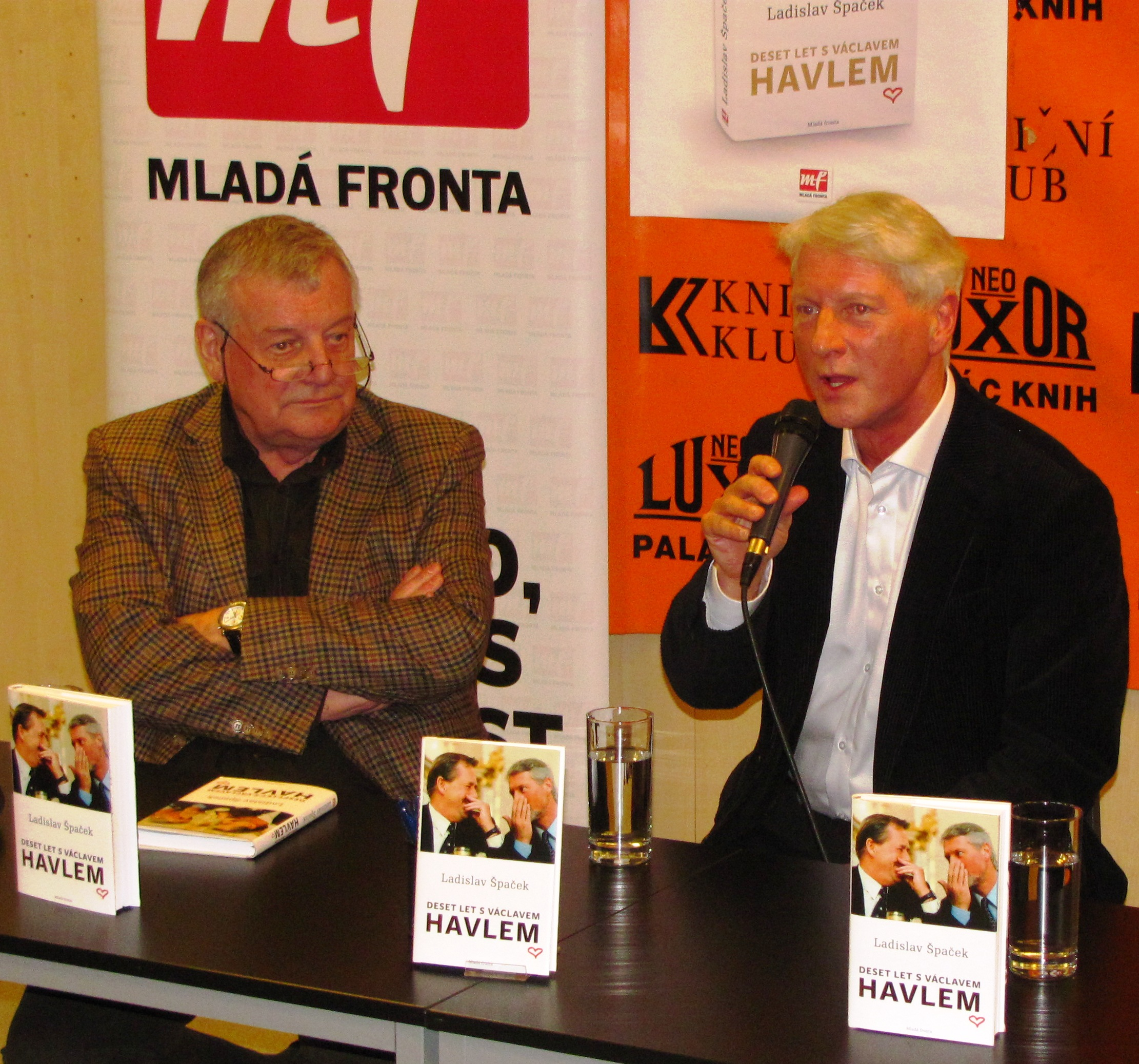
Karel Hvížďala s Ladislavem Špačkem při křtu Špačkovy nové knihy o Václavu Havlovi v Praze 5. března 2012

V roce 1977 podepsal Antichartu, což zpětně reflektuje jak počátek svého obratu. V letech 1978–1990 byl v exilu v Západním Německu, kde žil v Bonnu, pracoval v nakladatelství Index v Kolíně nad Rýnem a spolupracoval jako žurnalista s rozhlasovými stanicemi RFE (Radio Svobodná Evropa), Deutschlandfunk, Deutsche Welle, BBC, psal rozhlasové hry a přispíval do exilových časopisů.
Od roku 1990 šéfreportérem (do 1992) Mladé fronty / MF Dnes a předsedou představenstva společnosti MAFRA, v roce 1993 šéfredaktorem Mladého světa, v letech 1994–1999 šéfredaktor a spoluvydavatel zpravodajského týdeníku Týden, který spoluzaložil.
Od roku 1999 je svobodným žurnalistou a spisovatelem. Spolupracuje mj. s deníky MF Dnes a Lidové noviny, s časopisem Xantypa, s týdeníky Respekt, Reflex, Euro a dalšími periodiky. V České televizi moderoval týdenní rozhovory v pořadech Press a Přesčas. Pravidelně komentoval domácí a zahraniční politické dění a také dění na mediální scéně pro Český rozhlas 6, později pro Český rozhlas Plus. Vystupoval rovněž na podvečerech v Divadle Kolowrat, které pořádalo Masarykovo demokratické hnutí,
V 60. letech psal básně. Je autorem dvou až tří desítek knih rozhovorů (spolu s dalšími), románů, novel (Raroh, Nevěry, Výpověď), knížek pro děti (Fialoví ježci) a více než dvou desítek rozhlasových her (mj. Rekonstrukce začínajícího básníka, Vzkaz, Veverky na tři řádky, Tři výpovědi).
Za rozhlasové hry obdržel dvě ceny v Rakousku, za Dálkový výslech Václava Havla řadu cen v zahraničí a jednu doma, za povídku Eule beim Augenarzt cenu Goethe-Institutu a naposled za Rozhovory na přelomu tisíciletí (2002), obdržel Cenu Egona Erwina Kische. Za rok 2007 získal novinářskou Cenu Ferdinanda Peroutky. Napsal také novelu Vzkaz, která patří do žánru sci-fi.

## Dílo
(autor a spoluautor, výběr, chronologicky)
- České rozhovory ve světě, Index, Kolín nad Rýnem 1981. V ČR roku 1992, ISBN 80-202-0336-2
- Vzkaz, sci-fi novela (antiutopie) napsaná 1973, vydáno v Itálii 1981, v ČR roku 1993 jako součást knihy novel Nevěry, ISBN 978-80-85213-35-5
- Václav Havel: Dálkový výslech – Rozhovor s Karlem Hvížďalou, Index, Kolín nad Rýnem / Londýn 1986
Václav Havel: Fernverhör – Ein Gespräch mit Karel Hvížďala, Rowohlt, 1987, 1990, 1991, ISBN 3-498-02882-0, ISBN 3-499-12859-4
a překlady do dalších jazyků, po listopadu 1989 několik vydání v ČSFR a ČR (mj. Melantrich, 1989, Academia, 1999, Torst, 1999), ISBN 80-200-0801-2
- Karol Efraim Sidon: Když umřít, tak v Jeruzalémě (rozhovory s Karlem Hvížďalou a Viktorem Vondrou), Mladá fronta, 1997, ISBN 80-204-0592-5
- Václav Bělohradský: Myslet zeleň světa – Rozhovor s Karlem Hvížďalou, Mladá fronta, 1991, ISBN 80-204-0239-X
- Karel Jan Schwarzenberg, Karel Hvížďala: Knížecí život – Rozhovor s Karlem Hvížďalou, Mladá fronta, 1997 / Paseka, 2002, ISBN 80-204-0673-5 / ISBN 80-7185-485-9, Portál 2008 a 9, ISBN 978-80-7367-459-5
- Dialogy (rozhovory z 80. let, V. Bělohradský, P. Král, J. Němec, J. Gruša, L. Vaculík, R. Preisner, A. Brousek, S. Richterová, K. Chvatík, J. Vladislav, J. Kolář, Z. Vašíček, P. Šrut), Torst, 1997, ISBN 80-7215-020-0
- Rozhovory na přelomu tisíciletí (Jacques Rupnik, Dušan Třeštík, Ján Mlynárik, Karol Sidon, Milan Nakonečný, Michal Anděl, Karel Schwarzenberg, Ivan Douda, Antonín Klimek, Jaromír Štětina, Jiří Gruša), Dokořán, Jaroslava Jiskrová - Máj, 2002, ISBN 80-86569-27-6
- Karel Hvížďala, Karol Efraim Sidon: Červená kráva – Rozhovory s Karlem Hvížďalou, Dokořán, Jaroslava Jiskrová – Máj, 2002, ISBN 80-86569-30-6
- Moc a nemoc médií – Rozhovory a eseje (rozhovory, eseje, přednášky a články), Dokořán, Jaroslava Jiskrová – Máj, 2003, 2005, ISBN 80-86569-70-5, ISBN 80-86643-07-7
- Karel Hvížďala, Karol Efraim Sidon: 7 slov – Rozhovory s Karlem Hvížďalou, Dokořán, Jaroslava Jiskrová – Máj, 2004, ISBN 80-86569-82-9, ISBN 80-86643-09-3
- Karel Hvížďala, Adriena Šimotová: Stopy Adrieny Šimotové – Tři dialogy s prologem a epilogem, Dokořán, Jaroslava Jiskrová – Máj, 2005, ISBN 80-7363-013-3, ISBN 80-86643-11-5
- Jak myslet média – Eseje, přednášky, články a rozhovory 2004–2005 (rozhovory, eseje, přednášky a články), Dokořán, Jaroslava Jiskrová – Máj, 2005, ISBN 80-7363-047-8, ISBN 80-86643-14-X
- Václav Havel: Prosím stručně – Rozhovor s Karlem Hvížďalou, poznámky, dokumenty, Gallery, 2006 (pokračování „knižního rozhovoru“ s Karlem Hvížďalou), ISBN 80-86990-00-1
- Karel Hvížďala, Restaurování slov. Eseje 2005–2007. Portál, ISBN 978-80-7367-374-1
- Karel Hvížďala, Jiří Gruša: Grušova hlídka na Rýnu (Rozhovory z let 1983–2011), Mladá fronta, 2011, ISBN 978-80-204-2590-4
- Karel Hvížďala: Jak myslet.... umění. Dědkovské dialogy s Ivanem Wernischem, Zdeňkem Zieglerem, Viktorem Kolářem, Václavem Bláhou, Pavlem Diasem a Jiřím Sozanským. Mladá fronta, 2013. ISBN 978-80-204-3126-4
- Karel Hvížďala, Jiří Přibáň: Hledání dějin – O české státnosti a identitě, Univerzita Karlova, Nakladatelství Karolinum, 2018, ISBN 978-80-246-4047-1
- Exilový orloj, 2019 ISBN 978-80-87683-96-5
- Karel Hvížďala, Jiří Přibáň: Hledání odpovědnosti – Dialog, Univerzita Karlova, Nakladatelství Karolinum, 2021, ISBN 978-80-246-4867-5
- Karel Hvížďala: Svět Václava Ciglera, Univerzita Karlova, Nakladatelství Karolinum, 2022 (rozhovor Karla Hvížďaly a Václava Ciglera), ISBN 978-80-246-3773-0
- Karel Hvížďala: Chvění je naděje – Záznamy od března 2021 do začátku války v únoru 2022, Univerzita Karlova, Nakladatelství Karolinum, 2022, ISBN 978-80-246-5428-7